# 이란시

이란 시의 위치

이란시(한국어: 의란시, 중국어: 宜蘭市, 병음: Yílán Shì)는 중화민국 이란 현의 현할시이다. 넓이는 29.408km2이고, 인구는 2015년 8월 기준으로 96,011명이다. 이란 현 정부의 소재지이다.

## 지리
이란시는 이란현 북부, 란양 평원의 중앙에 위치한 이란 현 정부의 소재지이다. 동쪽은 좡웨이향과 서쪽은 위안산향과 남쪽은 란양시(蘭陽渓)를 사이에 두고 우제향과 북쪽은 자오시향과 각각 접하고 있다. 기후는 온난 습윤 기후(Cfa)로 추정된다.
| 이란현 이란시의 기후                                                        | 이란현 이란시의 기후 | 이란현 이란시의 기후 | 이란현 이란시의 기후 | 이란현 이란시의 기후 | 이란현 이란시의 기후 | 이란현 이란시의 기후 | 이란현 이란시의 기후 | 이란현 이란시의 기후 | 이란현 이란시의 기후 | 이란현 이란시의 기후 | 이란현 이란시의 기후 | 이란현 이란시의 기후 | 이란현 이란시의 기후 |
| 월                                                                          | 1월                  | 2월                  | 3월                  | 4월                  | 5월                  | 6월                  | 7월                  | 8월                  | 9월                  | 10월                 | 11월                 | 12월                 | 연간                 |
| --------------------------------------------------------------------------- | -------------------- | -------------------- | -------------------- | -------------------- | -------------------- | -------------------- | -------------------- | -------------------- | -------------------- | -------------------- | -------------------- | -------------------- | -------------------- |
| 역대 최고 기온 °C (°F)                                                      | 29.7 (85.5)          | 29.9 (85.8)          | 30.6 (87.1)          | 32.4 (90.3)          | 34.9 (94.8)          | 36.0 (96.8)          | 38.8 (101.8)         | 38.2 (100.8)         | 35.4 (95.7)          | 34.9 (94.8)          | 32.7 (90.9)          | 29.1 (84.4)          | 38.8 (101.8)         |
| 일평균 최고 기온 °C (°F)                                                    | 19.7 (67.5)          | 20.4 (68.7)          | 22.7 (72.9)          | 25.7 (78.3)          | 28.5 (83.3)          | 31.4 (88.5)          | 33.2 (91.8)          | 32.8 (91.0)          | 30.6 (87.1)          | 27.1 (80.8)          | 24.2 (75.6)          | 20.9 (69.6)          | 26.4 (79.6)          |
| 일일 평균 기온 °C (°F)                                                      | 16.6 (61.9)          | 17.1 (62.8)          | 19.0 (66.2)          | 21.9 (71.4)          | 24.7 (76.5)          | 27.3 (81.1)          | 28.9 (84.0)          | 28.6 (83.5)          | 26.8 (80.2)          | 23.8 (74.8)          | 21.1 (70.0)          | 17.9 (64.2)          | 22.8 (73.1)          |
| 일평균 최저 기온 °C (°F)                                                    | 14.0 (57.2)          | 14.4 (57.9)          | 16.0 (60.8)          | 18.8 (65.8)          | 21.7 (71.1)          | 24.3 (75.7)          | 25.6 (78.1)          | 25.4 (77.7)          | 24.0 (75.2)          | 21.3 (70.3)          | 18.7 (65.7)          | 15.5 (59.9)          | 20.0 (68.0)          |
| 역대 최저 기온 °C (°F)                                                      | 3.2 (37.8)           | 4.2 (39.6)           | 4.8 (40.6)           | 6.4 (43.5)           | 12.1 (53.8)          | 16.3 (61.3)          | 19.9 (67.8)          | 19.2 (66.6)          | 15.8 (60.4)          | 11.5 (52.7)          | 9.0 (48.2)           | 4.8 (40.6)           | 3.2 (37.8)           |
| 평균 강수량 mm (인치)                                                       | 155.2 (6.11)         | 147.0 (5.79)         | 115.2 (4.54)         | 125.5 (4.94)         | 222.5 (8.76)         | 189.6 (7.46)         | 140.2 (5.52)         | 243.4 (9.58)         | 409.6 (16.13)        | 428.1 (16.85)        | 335.8 (13.22)        | 232.2 (9.14)         | 2,744.3 (108.04)     |
| 평균 강수일수 (≥ 0.1 mm)                                                    | 17.5                 | 15.5                 | 16.8                 | 15.0                 | 17.9                 | 14.5                 | 8.9                  | 11.7                 | 15.2                 | 18.5                 | 19.5                 | 18.5                 | 189.5                |
| 평균 상대 습도 (%)                                                          | 80.3                 | 81.1                 | 79.6                 | 80.8                 | 82.6                 | 81.9                 | 77.9                 | 79.0                 | 79.5                 | 80.7                 | 83.0                 | 81.4                 | 80.6                 |
| 평균 월간 일조시간                                                          | 68.2                 | 70.0                 | 93.2                 | 97.9                 | 115.6                | 155.3                | 235.2                | 213.9                | 151.1                | 92.8                 | 72.7                 | 63.7                 | 1,429.6              |
| 출처: 중화민국 교통부 중앙기상국 (평년값: 1991년~2020년, 극값: 1936년~현재) |                      |                      |                      |                      |                      |                      |                      |                      |                      |                      |                      |                      |                      |

## 역사
이란 시는 옛날에는 대만 원주민 평포족 카발란족의 거주지였다. 기록에서의 첫 등장은 1625년에 스페인 선교사인 하닌트 에스키발(Hahint Esquival)이 작성한 동대만 지명 일람 중의 'kibanurn'라는 기록이다. 이것은 이란 평원에 거주하고 있던 크발란(Kvalan)이며 '평지의 거주자'를 의미한다고 한다. 후에 대만 어음에 의한 한자로 '합자난(蛤仔難)'으로 표기되었다. 명대 중기에 한족의 흔적이 남겨져 있으며, 1632년에 스페인인이 이곳의 번사에 교회를 건설해 포교 활동을 실시하고 통상을 시작했을 때에 많은 한족이 협력하고 있었다. 1642년, 네덜란드인이 스페인 세력을 몰아내고 합자난 평원을 지배했을 때도 포교 활동과 관개 설비의 정비를 추진하고 개간을 장려하였다.
본격적인 개발은 1796년, 오사가 복건성 장주와 천주, 광동의 사람들을 인솔해 이란 평원에 이주 했을 때에 탄생한 '5위'가 현재의 이란 시의 시작이다. 1812년, 대만부하의 갈마란청(한자의 취음자를 합자난에서 갈마란으로 바꿈)을 설치하고 행정 통치를 시작했으며 1876년에는 의란현으로 승격시켜 현이 이곳에 설치되었다. 1895년, 일본의 대만 통치가 시작되면서 의란현을 기란 지청으로 개편해 다이호쿠 현의 관할로 했다.
일본의 51년간의 통치 기간 중에 이란 시에서는 작은 변경까지 포함해 10번에 걸친 행정제 개편이 실시되었다. 다이호쿠 현 지란 지청으로 여겨졌지만, 1897년의 지청사 폐지와 함께 변무서로 개편되어 1902년에는 지란 청으로 개편되었다. 1920년의 타이완 지방제 개편 때 이란 지구는 지란, 라토, 스오의 3군으로 분할되어 다이호쿠 주의 관할이 되었다. 1940년, 지란 가를 포함한 여러 행정 구역이 합병해 지란 시가 성립해, 현재의 행정구역의 기초가 성립되었다.
전후의 1946년 1월 16일 타이베이 현 정부가 설치되면서 이란, 뤄둥, 쑤아오 3군은 타이베이 현의 관할이 되었고 1월 말에 타이베이 주 이란 시를 현할시로 개편, 주정쭝이 초대 시장으로 임명되었다.
1950년 8월 16일, 행정원은 제145차 회의에서 각 현시 행정구역의 조정을 결정하였고 10월 10일에 이란 현이 정식 성립해 팡자후이를 초대 현장으로 임명했다. 1976년 7월 1일, 이란허 북안의 위안산 향 퉁러 촌의 일부를 편입, 현재의 행정구역이 성립해 지금에 이르고 있다.
전후 국민당 정권의 지배하에서 개발이 뒤쳐져 전통적으로 반국민당 감정이 강한 곳으로 여겨졌다.

## 교육
- 국립 이란 대학

## 교통
- 타이완 철로관리국 이란 선
- 국도 5호선